# 川人洋二
川人 洋二（かわひと ようじ、1939年（昭和14年）11月15日 - ）は、日本のフルート奏者。東京フィルハーモニー交響楽団所属。
国立音楽大学音楽学部器楽科卒業。徳島県阿波市出身。父は作曲家の川人利夫。兄弟は同じくフルート奏者の川人昭夫の川人伸二。

## 経歴
徳島県阿波市出身。作曲科・川人利夫の長男として生まれ、阿波町立久勝中学校を卒業し、1958年（昭和33年）に徳島県立阿波高等学校を卒業。1964年（昭和39年）、国立音楽大学音楽学部器楽科を卒業。
大学在学中であった1963年（昭和38年）8月に東京フィルハーモニー交響楽団へフルート奏者として入団し、1973年（昭和48年）10月の香港、マニラ、シンガポール、クアラルンプールの公演に参加する。また同楽団による1984年（昭和59年）の第1回ヨーロッパ公演に参加した。
1974年（昭和49年）4月23日、徳島県郷土文化会館で弟でフルート奏者の川人昭夫・川人伸二と共に「川人3兄弟によるコンサート」を主宰した。